# Simon Kempny

Simon Kempny in der Universität Bielefeld im September 2019

Simon Kempny (* 1982 in Leverkusen) ist ein deutscher Rechtswissenschaftler und Hochschullehrer an der Universität Bielefeld. Seine Forschungsschwerpunkte sind das Öffentliche Recht, das Finanz- und Steuerrecht sowie die Verfassungsgeschichte.

## Leben und Wirken
Nach seinem Abitur 2002 studierte Kempny Rechtswissenschaft (einschließlich fachspezifischer Fremdsprachenausbildung in Englisch) an der Westfälischen Wilhelms-Universität Münster und legte 2007 in Hamm das erste juristische Staatsexamen ab.
Von 2003 bis 2011 war er zunächst als studentische und später als wissenschaftliche Hilfskraft für Dieter Birk am Institut für Steuerrecht der Westfälischen Wilhelms-Universität Münster tätig. Unter dessen Betreuung wurde er 2011 mit seiner Dissertation zum Thema „Die Staatsfinanzierung nach der Paulskirchenverfassung. Eine Untersuchung des Finanz- und Steuerverfassungsrechts der Verfassung des deutschen Reiches vom 28. März 1849“ promoviert.
Ab 2007 belegte Kempny den Postgraduiertenstudiengang „European Business Law“ an der University of the West of England (Bristol) und schloss diesen 2008 mit dem Abschluss „Master of Laws“ ab. Im Rahmen seines 2012 mit dem zweiten juristischen Staatsexamen beendeten Referendariats beim Landgericht Münster absolvierte Kempny Stationen unter anderem beim Bundesministerium der Finanzen und beim Bundesverfassungsgericht.
Von 2012 bis 2018 arbeitete er zunächst als wissenschaftliche Hilfskraft, später als akademischer Rat und Oberrat a. Z. am Institut für Staatsrecht der Universität zu Köln bei Wolfram Höfling, der Kempnys Habilitation betreute. 2014 war Kempny zusammen mit Ekkehart Reimer als Gutachter des 70. Deutschen Juristentages in der Abteilung Öffentliches Recht zum Thema „Aufgabengerechte Finanzverteilung zwischen Bund, Ländern und Kommunen“ tätig.
Nach seiner Habilitation 2016 an der Rechtswissenschaftlichen Fakultät der Universität zu Köln mit einer Schrift zu dem Thema „Verwaltungskontrolle. Zur Systematisierung der Mittel zur Sicherung administrativer Rationalität unter besonderer Berücksichtigung der Gerichte und Rechnungshöfe“ – er erhielt die venia legendi für Öffentliches Recht, Finanz- und Steuerrecht sowie Verfassungsgeschichte – übernahm Kempny eine Lehrstuhlvertretung für Öffentliches Recht, Finanz- und Steuerrecht an der Universität Hamburg.
Im Wintersemester 2017/18 nahm er einen Ruf an die Universität Bielefeld an und ist dort seit Februar 2018 ordentlicher Professor für Öffentliches Recht und Steuerrecht.
Kempny ist Gründungsmitglied der Jungen Forschungsgruppe Nachhaltigkeit, welche 2015 an der Universität zu Köln ins Leben gerufen wurde. An der Universität Bielefeld wurde auf sein Betreiben 2018 der Ostwestfälisch-Lippische Steuerkreis gegründet. Zudem ist er Vorstandsmitglied des Instituts für Familienunternehmen Ostwestfalen-Lippe (iFUn). Kempny ist Mitglied in der Vereinigung der Deutschen Staatsrechtslehrer, der Vereinigung für Verfassungsgeschichte und der Deutschen Steuerjuristischen Gesellschaft.
Für seine Dissertation erhielt Kempny einen Harry-Westermann-Preis 2011 der Universitätsgesellschaft Münster e. V. 2015 wurde er mit dem Hans-Kelsen-Preis für Nachwuchswissenschaftler der Universität zu Köln ausgezeichnet.

## Ausgewählte Werke
- Die Staatsfinanzierung nach der Paulskirchenverfassung, Mohr Siebeck 2011, ISBN 978-3-16-150814-1.
- Die Gleichheitssätze. Versuch einer übergreifenden dogmatischen Beschreibung ihres Tatbestands und ihrer Rechtsfolgen, Mohr Siebeck 2012, ISBN 978-3-16-152230-7. (mit Philipp Reimer)
- Verwaltungskontrolle. Zur Systematisierung der Mittel zur Sicherung administrativer Rationalität unter besonderer Berücksichtigung der Gerichte und der Rechnungshöfe, Mohr Siebeck 2017, ISBN 978-3-16-154945-8.
- Gleichheitssatzdogmatik heute. Beiträge und Ergebnisse des Gleichheitsrechtlichen Arbeitsgesprächs vom 3. bis 5. April 2016 in der Fritz-Thyssen-Stiftung, Köln, Mohr Siebeck 2017, ISBN 978-3-16-155491-9. (mit Philipp Reimer hrsgg.)
- Gedanken zum „Leistungsfähigkeitsprinzip“. Rekonstruktion eines Schlüsselbegriffs als Beitrag zur Rationalisierung des Diskurses über Steuergerechtigkeit, Steuer und Wirtschaft 2021, S. 85–110, ISSN 0341-2954.